# Sulniac
Sulniac è un comune francese di 3 236 abitanti situato nel dipartimento del Morbihan nella regione della Bretagna.

## Società

### Evoluzione demografica
Abitanti censiti